# エルマウ城

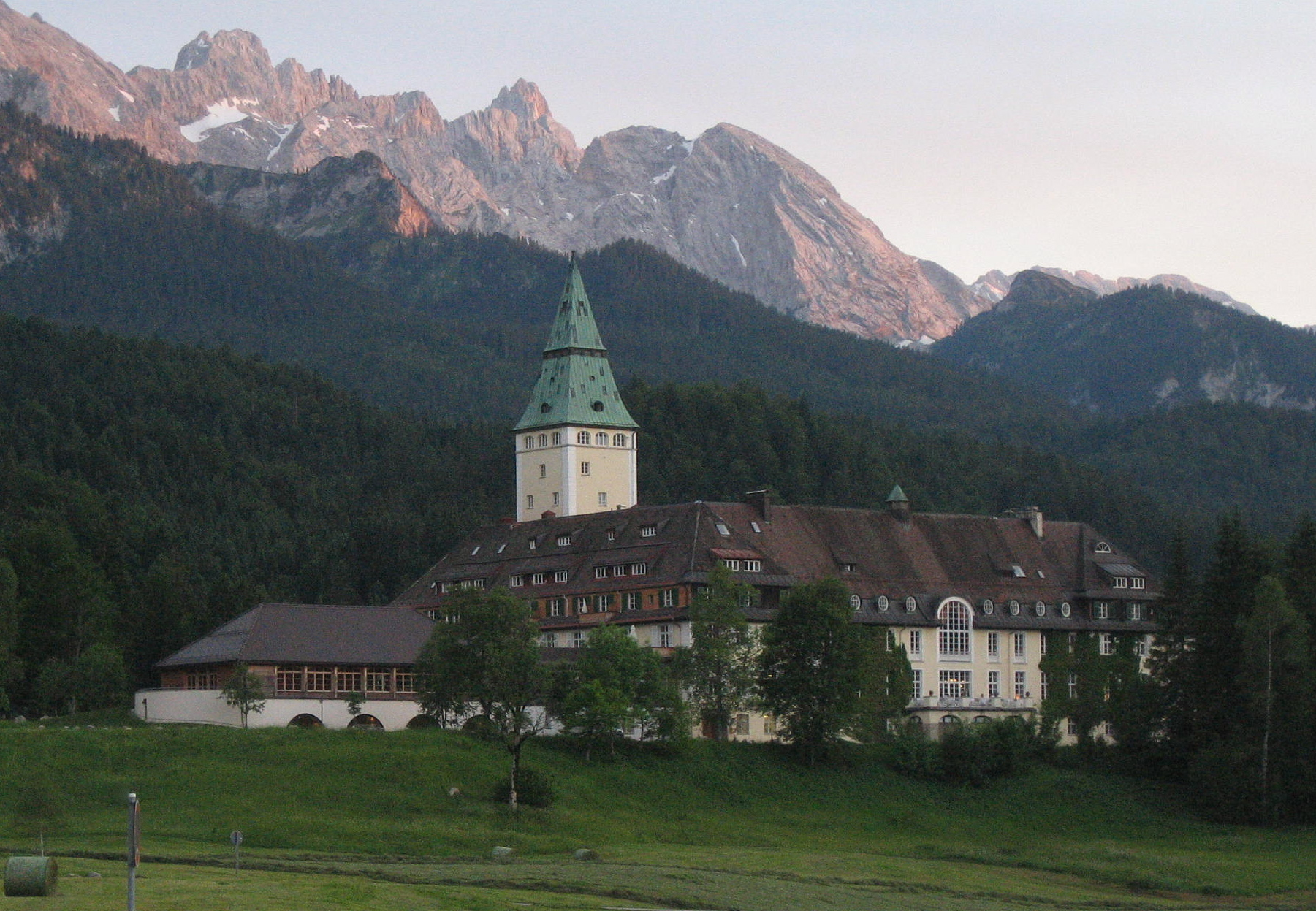
ヴェッターシュタイン山脈を背景にしたエルマウ城

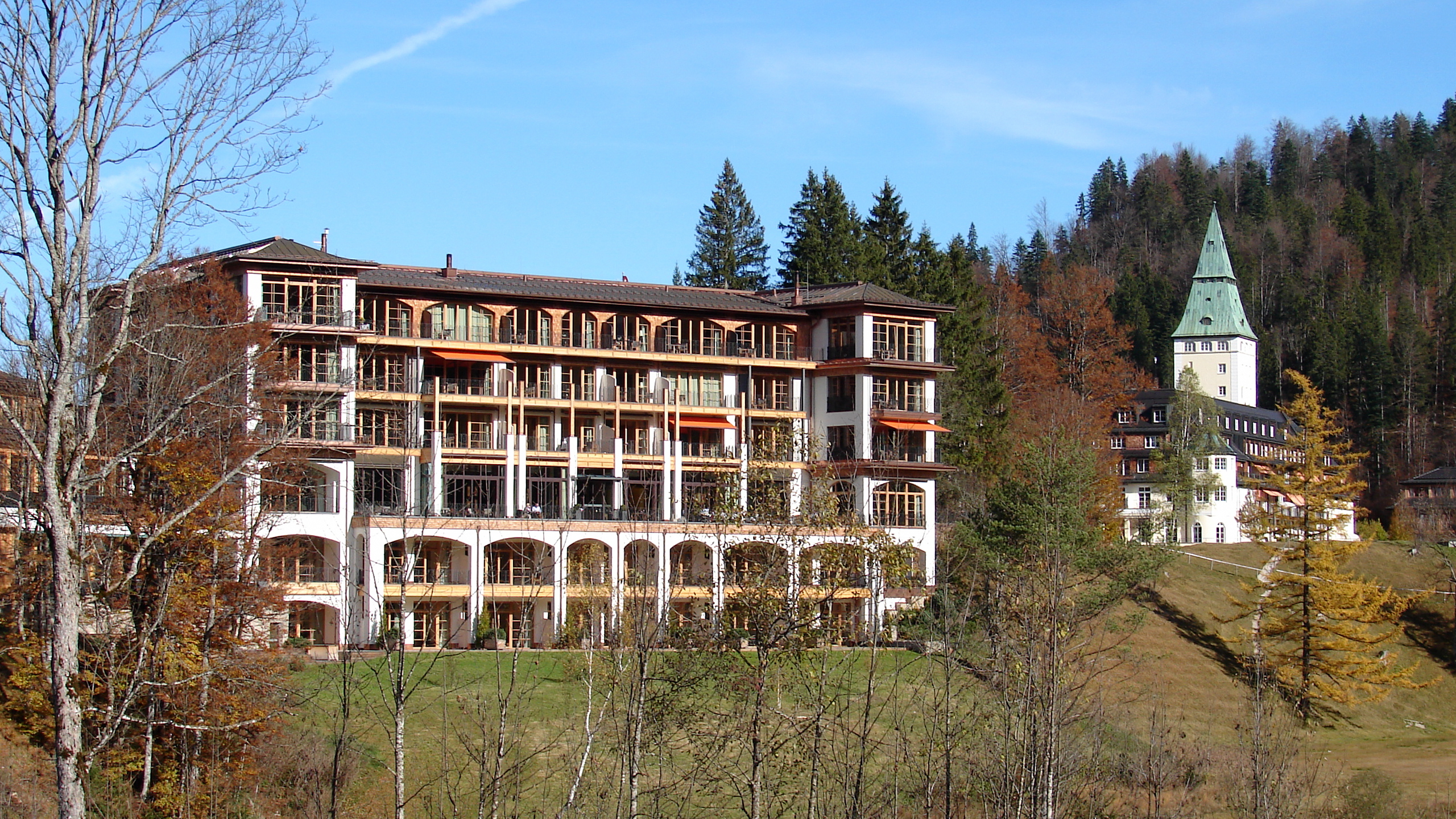
エルマウ城リトリート

エルマウ城（えるまうじょう、ドイツ語: Schloss Elmau）は、ドイツ・バイエルン州のガルミッシュ＝パルテンキルヒェンとミッテンヴァルトの間にある自然保護区にある城と呼ぶ宿泊施設で、この静観な地でリトリートや安全性も重要な国際会議に利用されている。、

## 概要
エルマウ城は1914年から1916年にかけて、哲学者・神学者であるヨハネス・ミュラー（Johannes Müller）と建築家カール・ザットラー（Carl Sattler）によって建てられ、寄棟屋根・塔・ポーチを備えた4階建て建物で、国定記念物になっている。クリュン市（Krün）に属するヴェッターシュタイン山脈の麓の自然保護区にあり、比較的近くの大都市はミュンヘンで、オーストリア国境にも近い。
現在ここは、五つ星ホテルになっており、123室の客室とスイートルームがあり、コンサートホール（300席）、いくつかのレストランを併設する。また、別建てのエルマウ城リトリートにはスイートルーム47室が備わる。ホテルは国際会議のためのフォーラムとしても利用されている。「リーディング・ホテルズ・オブ・ザ・ワールド 80」の一員でもある。
エルマウ城の電力の20パーセントは近くの小川の発電設備から取っていて、熱源も木材の廃材などを利用している。こうしたグリーン意識が強い。

## 短史
ミュラーはユダヤ人迫害には反対であったが、アドルフ・ヒトラーを称賛していたとして第二次世界大戦後に有罪になり、ウルマウ城は連合軍が占領中のバヴァリア地方政府に没収されて、アメリカ・ユダヤ人共同配給委員会により強制収容所の生き残りの人々が使った時期もあった。しかし、その後ミュラー家に所有権は移されて、現在はミュラーの孫のディートマー・ミュラー＝エルマウ（Dietmar Müller-Elmau）の所有になっている。
戦後ヨーロッパの復興途上、1957年に室内楽の集まりがアマデウス弦楽四重奏団によりエルマウ城で行われて広く知られるようになり、ベンジャミン・ブリテン、ジュリアン・ブリーム、ユーディ・メニューイン、アルフレッド・ブレンデルなども演奏会を行っている。また同年、ドイツの戦後派新進作家たちからなる「47年グループ」が参加者を限って参集している。
2005年8月には、エルマウ城の管理者の部屋から出火して、主要建物の最上階がほぼ全壊して、その後改築が行われたこともあった。2015年にここで開催された第41回先進国首脳会議に合わせて、主建物から100メートル離れて「リトリート」と呼ぶ宿泊設備が完成した。また、2022年にも第48回先進国首脳会議の会場となり、日本の首相も両会議に参加して、日本でもマスコミの報道が盛んに行われて、広く知られるようになった。

## 参照項目
- 第41回先進国首脳会議会場
- 第48回先進国首脳会議会場